# Gemeinschaft von den heiligen Engeln

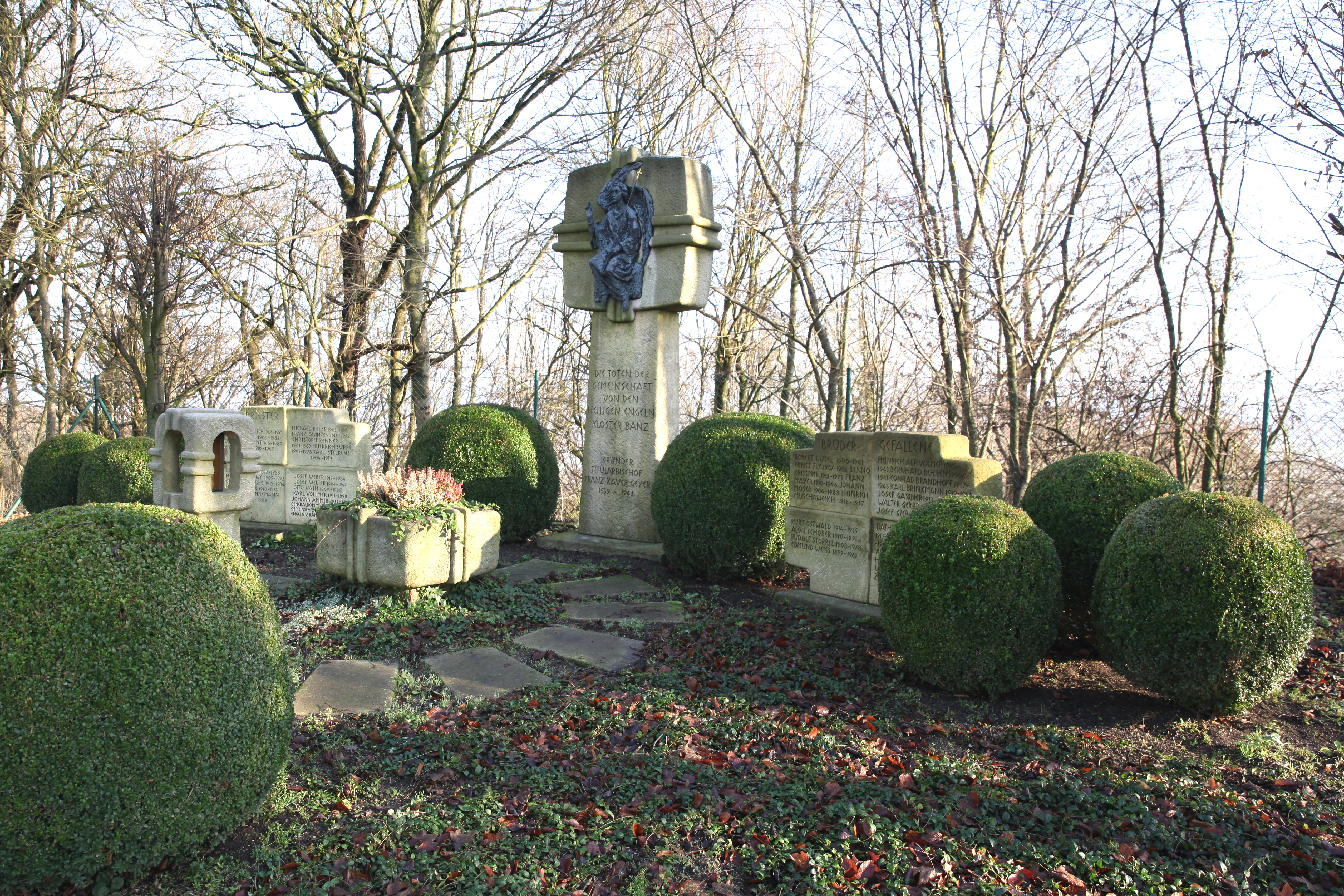
Grabstelle der Priester der Gemeinschaft von den heiligen Engeln bei Kloster Banz

Die Gemeinschaft von den heiligen Engeln war eine religiöse Gemeinschaft, die 1926 von dem Missionsbischof Franz Xaver Geyer eigens für die Seelsorge bei den katholischen Auslandsdeutschen gegründet wurde. Zunächst in der Villa Wilhelma in Bad Godesberg beheimatet, erwarb die Gemeinschaft mit mehr als 100 Mitgliedern 1933 die Klosteranlage des ehemaligen Benediktinerklosters Banz von Herzog Ludwig Wilhelm in Bayern. 
Nach sinkender Mitgliederzahl und Überalterung der Gemeinschaft übernahm 1978 die CSU-nahe Hanns-Seidel-Stiftung die Klosteranlage Banz. Die Gemeinschaft von den heiligen Engeln hätte die Mittel für weitere Instandhaltung nicht mehr aufbringen können. 1998 wurde die Gemeinschaft aufgelöst, das letzte lebende Mitglied ist der 1933 geborene Pfarrer Hans Ammer.